# James William Marshall (Politiker, 1822)

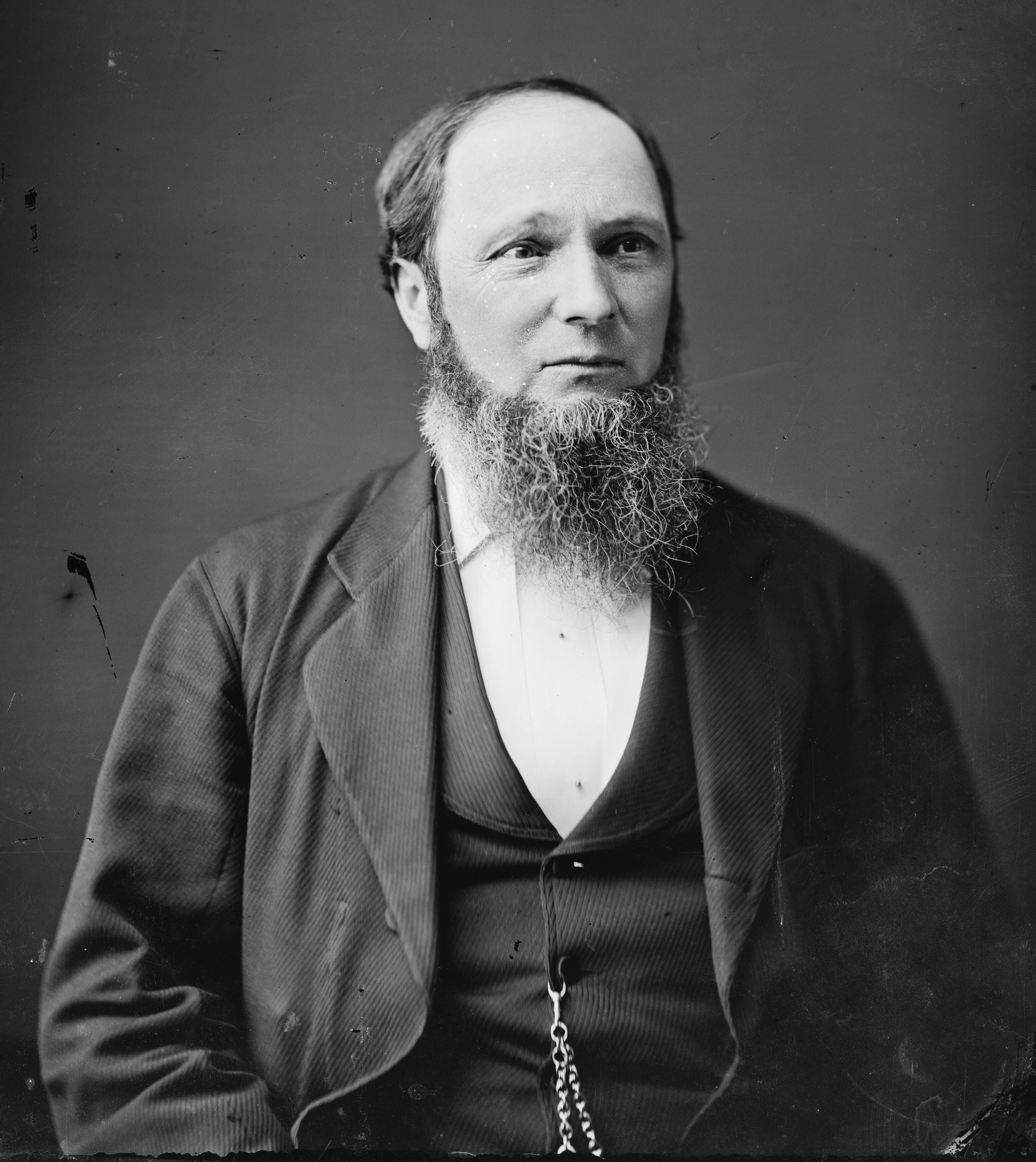
James William Marshall

James William Marshall (* 14. August 1822 in Wilson, Clarke County, Virginia; † 5. Februar 1910 in Washington, D.C.) war ein US-amerikanischer Politiker (Republikanische Partei), der im Kabinett von Präsident Ulysses S. Grant für kurze Zeit das Amt des US-Postministers bekleidete.
Marshall machte 1848 seinen Abschluss am Dickinson College in Carlisle und blieb in der Folge dort auch als Dozent tätig. 1861 wurde er an der Hochschule ordentlicher Professor für alte Sprachen. Bis 1861 arbeitete er als Leiter des Fachbereichs am Dickinson College.
In diesem Jahr wurde er zum Konsul der Vereinigten Staaten im englischen Leeds berufen, wo er bis 1865 verblieb. 1869 wurde Marshall dann stellvertretender Postmaster General unter Minister John A. J. Creswell. Nach dessen Rücktritt im Juni 1874 nominierte Präsident Grant den als Botschafter in Russland tätigen Marshall Jewell zum Nachfolger. Weil dessen Rückkehr nach Amerika sich jedoch verzögerte, übte James Marshall das Amt des Postministers als Interimslösung zwischen dem 3. Juli und Jewells Amtsantritt am 24. August 1874 aus. Danach kehrte er wieder zu seiner Aufgabe als stellvertretender Minister zurück.
Kurz vor dem Ende der Amtszeit von Präsident Grant übernahm Marshall noch den Leitungsposten des Bahnpostdienstes (Railway Mail Service). Er starb 1910 in Washington.